# Jégkorong-válogatottak Élő-ranglistája
| A ranglista minden válogatott mérkőzés után frissül, ezért az alább olvasható adatok eltérhetnek a legfrissebb adatoktól |                 |                  |      |
| A ranglista első 20 helyezettje (2020. február 7.)                                                                       |                 |                  |      |
| Hely. | 1 éves változás | Csapat           | Pont |
| 1. | 1               | Finnország       | 2594 |
| 2. | 1               | Kanada           | 2555 |
| 3. | 2               | Csehország       | 2533 |
| 4. | 3               | Oroszország      | 2517 |
| 5. | 1               | Svédország       | 2507 |
| 6. | Állandó         | Egyesült Államok | 2428 |
| 7. | Állandó         | Svájc            | 2384 |
| 8. | 1               | Németország      | 2206 |
| 9. | 1               | Szlovákia        | 2173 |
| 10. | Állandó         | Lettország       | 2131 |
| 11. | 1               | Norvégia         | 2099 |
| 12. | 1               | Kazahsztán       | 2049 |
| 13. | 2               | Dánia            | 2046 |
| 14. | 1               | Fehéroroszország | 1999 |
| 15. | 1               | Franciaország    | 1947 |
| 16. | Állandó         | Ausztria         | 1934 |
| 17. | Állandó         | Szlovénia        | 1909 |
| 18. | 3               | Dél-Korea        | 1861 |
| 19. | Állandó         | Nagy-Britannia   | 1778 |
| 19. | 1               | Olaszország      | 1778 |
| Magyarország helyezése (2020. február 7.)                                                                                |                 |                  |      |
| 21. | 1               | Magyarország     | 1715 |
| A teljes ranglista az eloratings.net oldalon                                                                             |                 |                  |      |

A jégkorong-válogatottak Élő-ranglistája a férfi felnőtt nemzeti jégkorong-válogatottak egy rangsorolási rendszere, amelyet az eloratings.net weboldal publikál. Az alapja az Élő-pontrendszer, de módosításokat is tartalmaz, amelyek néhány elemet súlyoznak, mint például a gólkülönbséget, a mérkőzés fontosságát, vagy a hazai pálya előnyét. Az értékelés általában a csapatok valós erőviszonyait mutatja meg, 30 lejátszott mérkőzés után. A 30 lejátszott mérkőzésnél kevesebbel rendelkező csapatok esetében az értékelés ideiglenesnek, előzetesnek tekinthető.

## Áttekintés
Az Élő-pontrendszer a nevét Élő Árpád magyar születésű amerikai fizikaprofesszorról kapta. Élő eredetileg a korábban a sakkban alkalmazott értékelési rendszer továbbfejlesztéseként dolgozta ki, de ma már több sportágban használják. A pontrendszert a FIDE is alkalmazza, a sakkjátékosok ranglistájához.
1997-ben Bob Runyan alkalmazta az Élő-pontrendszert a labdarúgásra és az eredményt közzétette az interneten. Ő volt a World Football Elo Ratings weboldal első fenntartója.
Az Élő-pontrendszer súlyozza a mérkőzés fontosságát, a hazai pálya előnyét és a gólkülönbséget. A pontszámítás a következő elemeket tartalmazza:
- A válogatott régi pontszáma
- A mérkőzés fontossága
- A gólkülönbség
- A mérkőzés kimenetele
- A mérkőzés várt kimenetele

A pontszám az összes olyan, az "A"-válogatott által lejátszott nemzetközi mérkőzésre vonatkozik, amelynek az eredménye megtalálható.

## Számítási elvek
A ranglista az alábbi formulán alapszik:
{\displaystyle R_{n}=R_{o}+KG(W-W_{e})}
vagy
{\displaystyle P=KG(W-W_{e})}
Ahol;
|                       |                                     |
| {\displaystyle R_{n}} | = A csapat új pontszáma             |
| {\displaystyle R_{o}} | = A csapat régi pontszáma           |
| {\displaystyle K}     | = A mérkőzés súlyozott értéke       |
| {\displaystyle G}     | = A gólkülönbségnek megfelelő érték |
| {\displaystyle W}     | = A mérkőzés kimenetele             |
| {\displaystyle W_{e}} | = A mérkőzés várt kimenetele        |
| {\displaystyle P}     | = Pontszámváltozás                  |

A "pontszámváltozást" a matematika szabálya szerint egész számra kerekítik.

### A mérkőzés fontossága
A mérkőzés fontosságát állandóként határozták meg, amelyek tükrözik, hogy a mérkőzést melyik tornán játszották. A súlyozások a következők:
| Torna, vagy a mérkőzés jellege                                        | Index (K) |
| --------------------------------------------------------------------- | --------- |
| Világbajnokság, téli olimpiai játékok (1908–1980)                     | 60        |
| Kontinentális vagy interkontinentális torna                           | 50        |
| Világbajnoki- vagy kontinentális selejtező-mérkőzés és nagyobb tornák | 40        |
| Összes többi torna                                                    | 30        |
| Barátságos mérkőzések                                                 | 20        |

### Gólkülönbség
A gólkülönbséget egy érték adja vissza, amelyet különböző képletek határoznak meg.
Ha a mérkőzés döntetlen vagy 1 gólos különbséggel zárul
{\displaystyle G=1}
Ha a mérkőzés 2 gólos különbséggel zárul
{\displaystyle G={\frac {3}{2}}}
Ha a mérkőzés 3 vagy több gólos különbséggel zárul
- Ahol N a gólkülönbség

{\displaystyle G={\frac {11+N}{8}}}
Táblázat:
| Gólkülönbség | Gólkülönbség értéke (G) |
| ------------ | ----------------------- |
| 0            | 1                       |
| +1           | 1                       |
| +2           | 1,5                     |
| +3           | 1,75                    |
| +4           | 1,875                   |
| +5           | 2                       |
| +6           | 2,125                   |

### A mérkőzés kimenetele
A W a mérkőzés kimenetele (1 a győzelem, 0,5 a döntetlen, 0 a vereség). Az érték ugyanannyi, ha a győzelem vagy a vereség hosszabbítás utáni. Ha a mérkőzésen büntetőpárbaj dönt, akkor a kimenetel döntetlen (W = 0,5).

### A mérkőzés várt kimenetele
A We a mérkőzés várt kimenetelét mutatja a következő képlet szerint:
{\displaystyle W_{e}={\frac {1}{10^{-dr/400}+1}}}
ahol a dr egyenlő a ranglista-pontszámok különbségével (100 pontot adva a hazai csapathoz). A dr 0 értéke 0,5-et, a 120 értéke 0,666-et ad a magasabban rangsorolt csapatnak és 0,334-et az alacsonyabbnak, a 800 értéke 0,99-ot ad a magasabban rangsorolt csapatnak és 0,01-ot az alacsonyabbnak.

### Példák az alkalmazásra
A példában három csapat barátságos mérkőzése szerepel, amelyet semleges helyszínen játszottak. Az A csapatnak 630, a B csapatnak 500, a C csapatnak 480 pontja volt.
Az alábbi táblázat három lehetséges végeredmény utáni pontszámváltozás példáját mutatja. Az A csapat némileg erősebb a B-nél.
|                       | A csapat | B csapat | A csapat | B csapat | A csapat | B csapat |
| Eredmény              | 3–1      | 3–1      | 1–3      | 1–3      | 2–2      | 2–2      |
| {\displaystyle K}     | 20       | 20       | 20       | 20       | 20       | 20       |
| {\displaystyle G}     | 1,5      | 1,5      | 1,5      | 1,5      | 1        | 1        |
| {\displaystyle W}     | 1        | 0        | 0        | 1        | 0,5      | 0,5      |
| {\displaystyle W_{e}} | 0,679    | 0,321    | 0,679    | 0,321    | 0,679    | 0,321    |
| Összesen (P)          | +9,63    | -9,63    | -20,37   | +20,37   | -3,58    | +3,58    |

Ha a két csapat közötti erőviszonyok kisebbek, akkor a pontszám is más. Az alábbi táblázat ugyanazt a három lehetséges végeredmény utáni pontszámváltozás példáját mutatja, de a közel azonos erősségű A és B csapat között:
|                       | B csapat | C csapat | B csapat | C csapat | B csapat | C csapat |
| Eredmény              | 3–1      | 3–1      | 1–3      | 1–3      | 2–2      | 2–2      |
| {\displaystyle K}     | 20       | 20       | 20       | 20       | 20       | 20       |
| {\displaystyle G}     | 1,5      | 1,5      | 1,5      | 1,5      | 1        | 1        |
| {\displaystyle W}     | 1        | 0        | 0        | 1        | 0,5      | 0,5      |
| {\displaystyle W_{e}} | 0,529    | 0,471    | 0,529    | 0,471    | 0,529    | 0,471    |
| Összesen (P)          | +14,13   | -14,13   | -15,87   | +15,87   | -0,58    | +0,58    |

A B csapat több pontot veszít, ha kikap a C csapattól, mert hasonló az erősségük, ugyanakkor kevesebb pontot veszít ha az A csapattól kapna ki, amely erősebb nála.